# MEL
MEL (z ang. minimum equipment list, dosł. lista minimalnego wyposażenia) – stanowi wykaz niesprawnych części samolotu z którymi operator samolotu może dopuścić samolot do eksploatacji. Wykaz ten podlega autoryzacji urzędu lotnictwa cywilnego kraju, który certyfikuje tego operatora. Lista ta musi w pełni uwzględniać wykaz niesprawnych części samolotu z którymi producent samolotu zezwala dopuścić samolot do eksploatacji. Wykaz producenta określa się mianem Master Minimum Equipment List (MMEL).